# Kasteel Altena (Moerkerke)
Het Kasteel Altena is een kasteelachtig herenhuis in de tot de West-Vlaamse gemeente Damme behorende plaats Moerkerke, gelegen aan Weststraat 14.

## Geschiedenis
Het Hof te Altena werd voor het eerst schriftelijk vermeld in 1325 en het was toen eigendom van het Brugse Sint-Janshospitaal. Later (1435) werd het een leen van de Burg te Brugge. Het omgrachte goed was van midden 16e tot einde 17e eeuw in bezit van de familie Valcke. Omstreeks 1700 werd het gekocht door de familie de la Villette, welke ook het Kasteel van Moerkerke bezat. Er was toen sprake van een opperhof en een neerhof. Het kasteel kwam via vererving in handen van de familie van Stochove en in de 2e helft van de 19e eeuw n handen van de familie Thibault de Boesinghe-Frennelet. In 1875-1879 liet Emile de Thibault de Boesinghe-Frennelet alle kasteelgebouwen slopen. De boerderij werd naar buiten de omgrachting verplaatst. De gracht werd gedempt en er werd een kasteeltje in eclectische stijl gebouwd, gelegen in een park in Engelse landschapsstijl. Er werden veel exotische bomen geplant en er kwam een ijskelder met daarboven een romantische grot.
Tijdens de Eerste Wereldoorlog werd het kasteel door de Duitsers bezet en op het eind van de oorlog werd het, mogelijk door kwajongens, in brand gestoken, waarbij het geheel verwoest werd.
In 1928 werd het kasteel herbouwd door Antoine de Thibault de Boesinghe. Het huidige kasteel is een ontwerp van A. de Pauw en is deels uitgevoerd in neorococostijl. Het is gebouwd in gele baksteen met natuurstenen omlijstingen en ornamenten en het wordt gedekt door een mansardedak.
Het domein, inclusief de grot en de ijskelder, is behouden gebleven.
Een kapelletje, eveneens van 1928, herdenkt de sluipmoord op Ignace de Thibault de Boesinghe in 1913 en werd opgericht door diens weduwe.